# C/2006 A1 (Pojmanski)
C/2006 A1 Pojmański – kometa długookresowa.

## Odkrycie i obserwacje komety
Kometa została odkryta niewiele ponad godzinę po północy 1 stycznia 2006 roku przez Grzegorza Pojmańskiego z Obserwatorium Astronomicznego Uniwersytetu Warszawskiego przy użyciu automatycznych teleskopów umieszczonych w Obserwatorium Las Campanas w Chile. Był to kolejny tego typu obiekt odkryty w projekcie ASAS.

## Orbita komety
C/2006 A1 Pojmański porusza się po orbicie w kształcie bardzo wydłużonej elipsy o mimośrodzie 0,999765. Peryhelium znajduje się w odległości 0,5554 j.a. od Słońca, aphelium zaś aż ok. 4730 j.a. od niego. Okres jej obiegu wokół Słońca to ok. 115 tysięcy lat, nachylenie do ekliptyki to 92,7˚.
Przez peryhelium kometa przeszła 22 lutego 2006 r.